# スティーブ・コンテ
スティーブ・コンテ（Steve Conte、1960年9月23日 - ）は、アメリカ合衆国出身の歌手、ギタリスト。日本ではアニメソングの歌手としても知られており、菅野よう子の作品（主にアニメのサウンドトラック）に作詞家ティム・ジェンセンと共に数多く参加している。

## 略歴
母はジャズシンガーのローズマリー・コンテ。ミュージシャンの一家に生まれ、7歳からドラム、10歳からはギターと歌作りを始める。ニュージャージー州ニューブランズウィックのラトガース大学で音楽を専攻、卒業後はニューヨークを拠点に活動を開始。
1988年、ブルースハープ奏者Rob Paparozziと弟ジョンと共にブルースバンドThe Hudson River Ratsを結成。
このバンドでの活動をきっかけにニューヨークのスタジオミュージシャンとして活動の場を広げていった。
その音楽活動の中でシンガーソングライターのKyf Brewerと知り合い、Company Of Wolvesを結成。
1989年にMercury/Polygram Recordsと契約、これが初めてのレコードレーベルとの契約となる。
2枚のアルバムをリリース後、1992年に解散。
その後、弟ジョンとCrown Jewelsを結成、1996年と1999年にアルバムをインディーズでリリース。
1998年からは菅野よう子の楽曲のボーカリストとして彼女のソロアルバム「Song To Fly」、数々のアニメシリーズやゲーム音楽のサウンドトラック等に参加。
2001年には菅野よう子のバンドThe Seatbeltsのライブで歌うために来日。
1999年、フォークロッカーWillie NileのオファーでレギュラーギタリストAndy Yorkの代役としてヨーロッパツアーに参加。
代役の仕事では他にPaul Simonに招かれ、リハーサルのボーカルの代役も務めていたことがある。
2001年、弟ジョンと共にThe Contes名義でリリースするアルバム「Bleed Together」の制作を開始。
その途中長年コンテのヒーローであるWilly DeVilleから2003年のヨーロッパツアー参加のオファーを受ける。
このツアーに参加し、
ツアー中に出会った女性と後に結婚。
「Bleed Together」をリリース後、ソロツアーのためイタリアへ。
2004年、David Johansenに招かれ、New York Dollsのメンバーとなる。
更にコンテ自身でも新しいバンドSteve Conte & The Crazy Truthを結成、バンド名を冠したデビューアルバムを2009年にリリース。
2009年、YOKO KANNNO SEATBELTS『超時空七夕ソニック』出演のため来日。
2010年、ツアーのためのギタリストを探していたNew York DollsのベーシストSami Yaffaと元ハノイ・ロックスのマイケル・モンローに招かれ、マイケル・モンロー・バンドに参加。
ギタリスト兼バックボーカルとしてこれまでにアルバム5枚に参加、作詞作曲もしている。
以降、マイケル・モンローのギタリストとして複数回、The Dollsのギタリストとして1回来日。
2017年、Company Of Wolvesを再結成、Frankie LaRockaは2005年に亡くなっているためドラムはTom Crianoが代役で担当する。
2020年、「YOKO KANNNO SEATBELTS オンライン七夕まつり」・同World Tourでは、コロナウィルスの影響で疎開しているオランダから参加。

## ディスコグラフィ

### アニメ参加作品
- ブレンパワード(1998年）
  - True love
- カウボーイビバップ／カウボーイビバップ 天国の扉(1998年／2001年）
  - Call Me Call Me
  - Diggin'
  - No Reply
  - Rain
  - Words That We Couldn't Say
- WOLF'S RAIN(2003年)
  - stray
  - Could You Bite The Hand?
  - Heaven's Not Enough
- 攻殻機動隊 S.A.C. 2nd GIG(2004年)
  - Living Inside The Shell

### その他日本での作品
- Nowhere and Everywhere (菅野よう子 『song to fly』、1998年)
- THE GARDEN OF EVERYTHING～電気ロケットに君をつれて～（坂本真綾 featuring Steve Conte、2003年）
- Seven Rings In Hand (『SEVEN RINGS IN HAND(ソニックと秘密のリング オリジナルサウンドトラック)』、2007年)
- Worth A Chance (『SEVEN RINGS IN HAND(ソニックと秘密のリング オリジナルサウンドトラック)』、2007年)

### Company of Wolves
- Company of Wolves (1990年,Mercury Records)
- Shakers and Tambourines (1998年,Ryf Records)
- Steryl Spycase (2001年,Ryf Records)

### Crown Jewels
- Spitshine (1996年,Thunderdog Recordings)
- Linoleum (1998年,Thunderdog Recordings)
- Bubble And Squeak - Best Of w/ 2 unreleased tracks (2000年,Thunderdog Recordings)
- Bootleg Rarities EP(2020年3月,bandcampで配信)

### The Contes
- Bleed Together (2003年,Thunderdog Recordings)

### The Conte Brothers
- Father Christmas(2020年4月,bandcampで配信)
- How Are You?(2021年5月,bandcampで配信)
- Power Pops(EP)(2021年5月,bandcampで配信)

### New York Dolls
- Morrissey Presents: Return Of The New York Dolls Live From Royal Festival Hall (2004年,Attack Records)
- One Day It Will Please Us to Remember Even This (2006年,Roadrunner Records)
- New York Dolls - Live At The Fillmore East  (2008年,Sony/BMG Records)
- Cause I Sez So (2009年,Atco Records)

### Steve Conte & The Crazy Truth
- Steve Conte & The Crazy Truth (2009年,Varèse Sarabande)

### Michael Monroe
- Another Night In the Sun: Live in Helsinki (2010年,Spinefarm Records)
- Sensory Overdrive (2011年,Spinefarm Records)
- Horns and Halos (2013年,Spinefarm Records)
- BLACKOUT STATES (2015年,Spinefarm Records)
- ONE MAN GANG(2019年,Victor Entertainment)
- I LIVE TOO FAST TO DIE YOUNG!(2022年,Victor Entertainment)

### Steve Conte NYC
- The Steve Conte NYC Album (2014年,Thunderdog Recordings)

### Steve Conte
- International Cover-Up (アルバム,2016年,Thunderdog Recordings)
- Gimme Gimme Rockaway（シングル,2017年,Wicked Cool Records)
- Temporary Insanity(2021年3月,bandcampで配信)
- Acoustic In Amsterdam(Live At Paradiso)(2021年5月,Bandcampで配信)
- BRONX CHEER(アルバム,2021年,Wicked Cool Records)
- So Much For Love(Acoustic Demo) (2022年4月,Bandcampで配信)
- I’m On Your Side(diVYNALS Cover) (2022年12月,Bandcampで配信)
- FOURTH OF JULY (シングル,2023年6月, Wicked Cool Records)
- Concrete Jungle (アルバム,2024年,Wicked Cool Records)

### その他
- Magical Mystery Tour(feat.Steve Conte)(Little Monsters『All Together Now-Beatles Stuff for Kids of All Ages』、2008年)
- And You Bird Can Sing(feat.Steve Conte)(Little Monsters『All Together Now-Beatles Stuff for Kids of All Ages』、2008年)
- Let's Play a Round(Various Artists 『Golf's Greatest Hits 1』、2000年)
- I Got the Blues(Various Artists 『Golf's Greatest Hits 1』、2000年)